# Херман Лудвиг Витцтум фон Екщедт
Херман Лудвиг Витцтум фон Екщедт (на немски: Hermann Ludwig Graf Vitzthum von Eckstädt; * 22 декември 1821 в Дрезден; † 24 юни 1892 в Дрезден) е граф от род Витцтум-Екщедт, кралски саксонски таен съветник и оберкамерхер.
Той е вторият син на дворцовия маршал граф Карл I Александер Николаус Витцтум фон Екщедт (1767 – 1834) и втората му съпруга Елизабет фон Фризен (1793 – 1878), дъщеря на фрайхер Йохан Георг Фридрих фон Фризен (1757 – 1824) и Юлиана Каролина фон дер Шуленбург (1764 – 1803). Брат е на Карл Фридрих Витцтум фон Екщедт (1819 – 1895), юрист, дипломат, писател, кралски саксонски и австрийски дипломат, министър.

## Фамилия
Херман Лудвиг Витцтум фон Екщедт се жени на 8 юли 1849 г. в Тратлау за Паула Луиза фон Гьотц (* 6 май 1825, Бауцен; † 29 януари 1907, Дрезден), дъщеря на Ото фон Гьотц (1792 – 1855) и Текла фон Герсдорф (1805 – 1865). Те имат децата:
- Паул Херман Витцтум фон Екщедт (* 5 юли 1850, Обер-Лихтенау; † 5 август 1911), кралски саксонски сухопътен генерал, шеф на генералния щаб
- Карлото Витцтум фон Екщедт (* 18 януари 1857, Обер-Лихтенау; † 16 октомври 1914, Кемниц), женен на 20 септември 1881 г. в Лаутербах за фрайин Мария фон Палм (* 8 април 1860, Лаутербах; † 3 март 1945, Лихтенвалде), дъщеря на фрайхер Карл фон Палм (1824 – 1903) и Анна фон Шпренгер (1828 – 1912)
- Кристоф Рудолф Витцтум фон Екщедт (* 22 декември 1861, Дрезден; † 14 февруари 1945, Дрезден)
- Мария Амелия Агнес Витцтум фон Екщедт (* 12 август 1864, Дрезден; † 12 януари 1950, Фулда), омъжена за граф Ахац Вернер Лудвиг Леополд фон дер Шуленбург (* 19 юни 1853, Хелен; † 14 януари 1917, Дрезден), син на граф Ахац Лудвиг Леополд фон дер Шуленбург (1807 – 1880) и Августа Луиза Хелена Шарлота Цецилия фон Ходенберг (1819 – 1908)